# Jeremy Theobald
Jeremy Theobald (* vor 1979) ist ein britischer Filmschauspieler.

## Leben
Theobald machte seinen Abschluss in Physiologie am University College London. 1996 und 1997 spielte er in zwei Kurzfilmen des damaligen Filmstudenten Christopher Nolan. 1998 spielte Theobald die Hauptrolle des Bill in Nolans Following. Bei dem 6000 Dollar teuren Debütfilm fungiert er auch als Produzent. In späteren großen Nolan-Produktionen wie Batman Begins und Tenet spielte er in Kleinstrollen mit.
2019 spielte er die Hauptrolle des Autors „Martin“ im Independent-Dramas Convergence.

## Filmografie (Auswahl)
- 1996: Larceny (Kurzfilm)
- 1997: Doodlebug (Kurzfilm)
- 1998: Following – Eine blutige Falle (Following)
- 2000: The Bill (Fernsehserie, eine Folge)
- 2005: Batman Begins
- 2011: Fish! (Kurzfilm)
- 2018: Black Flowers
- 2019: Convergence
- 2020: Tenet
- 2020: Celtic Cross (Kurzfilm)